# Bolvás

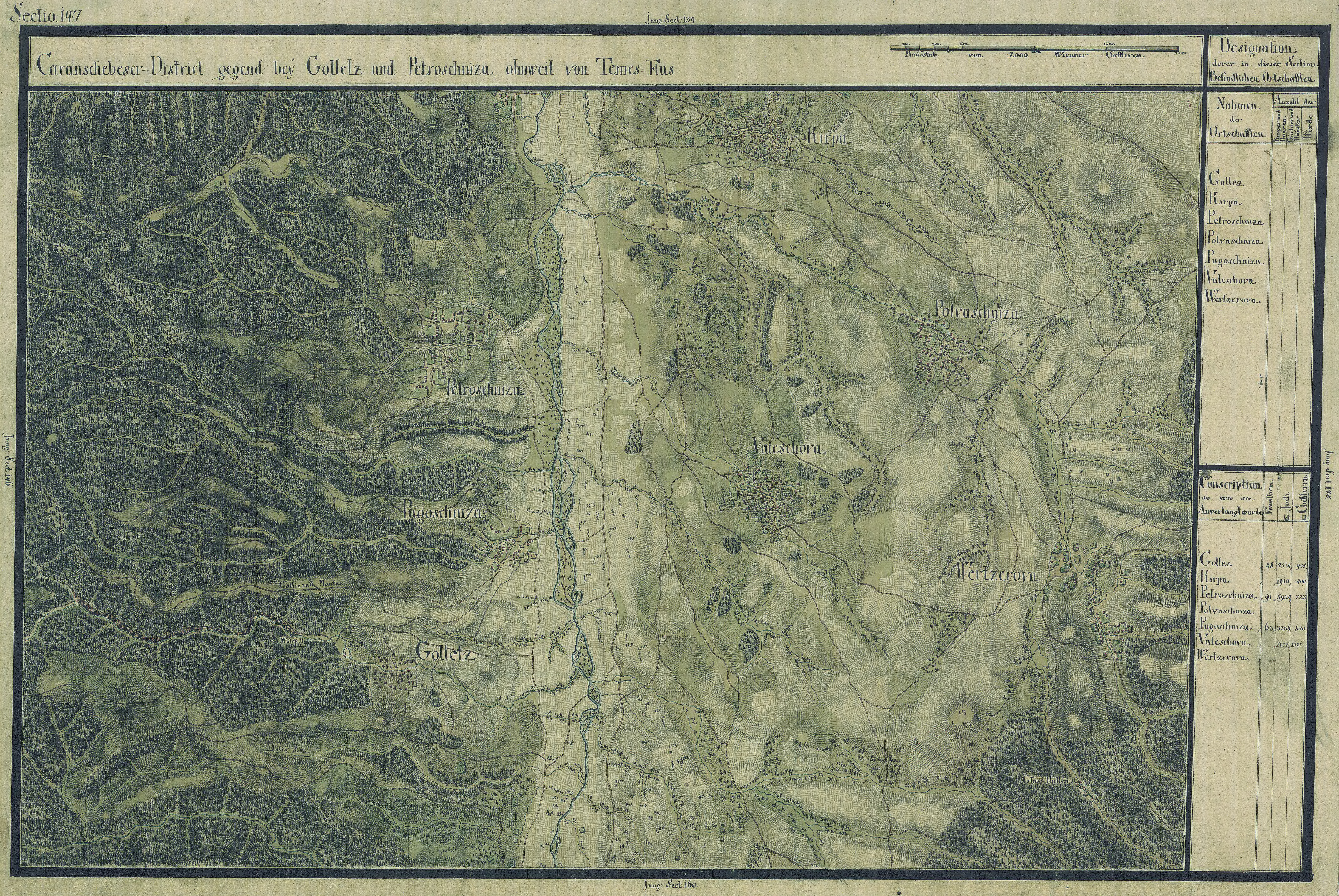
Bolvás egy régi térképen

Bolvás (Bolvașnița), település Romániában, a Bánságban, Krassó-Szörény megyében.

## Fekvése
Karánsebestől délkeletre fekvő település.

## Története
Bolvás nevét 1376-ban említette először oklevél Balasnicha néven. 1808-ban Bolvasnicza, 1913-ban Bolvás néven írták.
1891-ben A Pallas nagy lexikona írta a településről: „Bolvasnica kisközség Krassó-Szörény vármegye karánsebesi járásában, 750 oláh lakossal, barnaszénbányával.”
1910-ben 849 lakosából 847 román volt, ebből 849 görögkeleti ortodox volt.
A trianoni békeszerződés előtt Krassó-Szörény vármegye Karánsebesi járásához tartozott.